# Elisabeth Jagielski
Elisabeth Jagielski ist eine ehemalige deutsche Fußballspielerin.

## Karriere
Jagielski war für die im Jahr 1971 gegründete Frauenfußballabteilung der DJK Eintracht Erle, eines Gelsenkirchener Stadtteilvereins, als Torhüterin aktiv.
Am Saisonende 1973/74 wurde die Bezirksliga Westfalen als Meister abgeschlossen; dieser Titel berechtigte zur Teilnahme an der ersten vom DFB ausgerichteten Deutschen Meisterschaft. Als Sieger der Gruppe 4 hervorgegangen und mit dem 3:1-Halbfinalsieg über den SV Bubach-Calmesweiler am 7. September 1974 in Bingen am Rhein erreichte sie mit ihrer Mannschaft das Finale.
Das einen Tag später im Mainzer Bruchwegstadion ausgetragene Meisterschaftsfinale wurde gegen den TuS Wörrstadt unter Leitung des Bonner Schiedsrichters Walter Eschweiler mit 0:4 verloren. In der Folgesaison, erneut Westfalenmeister, scheiterte sie mit ihrer Mannschaft in der Gruppe 2 der Vorrunde am späteren Deutschen Meister Bonner SC deutlich mit 0:11 nach Hin- und Rückspiel.

## Erfolge
- Finalist Deutsche Meisterschaft 1974
- Westfalenmeister 1974, 1975

| Personendaten    | Personendaten              |
| ---------------- | -------------------------- |
| NAME             | Jagielski, Elisabeth       |
| KURZBESCHREIBUNG | deutsche Fußballtorhüterin |
| GEBURTSDATUM     | 20. Jahrhundert            |